# 경운동 민병옥 가옥
경운동민병옥가옥(慶雲洞閔丙玉家屋)은 천도교 중앙대교당 남쪽에 위치하고 있다. 이 가옥은 1919년 경성공업전문학교 건축과를 졸업하고 1932년 7월 건축사무소를 개설한 후 화신백화점 등 많은 건축물을 설계했던 건축가 박길룡이 설계하였다. 
1938년 민보식이라는 사람이 두 아들을 위하여 동시에 똑같은 형태의 한옥을 두 채 나란히 지었는데, 이 가옥의 남쪽에 있던 정순주가옥은 1994년 서울 노원구 월계동 766·767의 1번지로 이건되어 '월계동 각심재'라는 이름으로 바뀌어 서울특별시 민속자료 제16호로 지정되어 보존되고 있다.

## 참고자료
- 경운동 민병옥 가옥 - 국가유산청 국가유산포털

 본 문서에는 서울특별시에서 지식공유 프로젝트를 통해 퍼블릭 도메인으로 공개한 저작물을 기초로 작성된 내용이 포함되어 있습니다.